# Diskette
En diskette er et flytbart permanent lagringsmedie bestående af en roterende skive med magnetiserbar overflade i et plastik-cover. Der kan læses fra og skrives til disketten et stort antal gange. Betegnelsen benyttes sædvanligvis om medier med beskeden kapacitet (oftest 1440 kibibyte), der måler 90 mm (3½"). Disketten kaldes også floppydisk (eng. floppy disk), fordi de tidlige disketter, modsat moderne 3½-tomme-disketter, var 5¼- og 8-tommers disketter, der var indbygget i et bøjeligt hylster af tynd plastic, hvilket har givet anledning til betegnelsen "floppy" (engelsk for "slatten").
Disketter er upålidelige at opbevare data på, da støv og skidt nemt kan finde vej ind i coveret, og ødelægge den magnetiserbare overflade.

## Gængse størrelser
| Størrelse    | Type  | Kapacitet | Indført |
| ------------ | ----- | --------- | ------- |
| 200 mm (8")  | SS SD | 256kB     | 1973    |
| 130 mm (5¼") | DS DD | 360kB     | 1976    |
| 130 mm (5¼") | DS HD | 1.200kB   | 1978    |
| 90 mm (3½")  | DS DD | 720kB     | 1980    |
| 90 mm (3½")  | DS HD | 1.440kB   | 1984    |
| 90 mm (3½")  | DS ED | 2.880kB   | 1988    |
| 90 mm (3½")  | Ultra | 120.000kB | 1996    |

SS=Enkeltsidet (eng. single sided),

DS=Dobbeltsidet,

SD=Enkelttæthed (eng. single density),

DD=Dobbelt tæthed,

HD=Høj tæthed,

ED=(eng. extra-high) Udvidet tæthed
I dag er disketten erstattet af USB-nøglen, hvilket har medført at nyere computere, ikke længere udstyres med diskettedrev.

## Diskettedrev
Et diskettedrev er et stykke hardware, der kan læse og skrive informationer på en diskette.
Den kaldes også floppydrev (engelsk floppy disk drive — FDD) og bruges til at overføre data til/fra computeren via en diskette.

## Historie
Computere fremstillet i 1980-erne og 1990-erne var stort set alle "født" med diskettedrev. Særligt i 1980-erne var drevene uomgængelige, fordi mange computere havde styresystemet installeret på diskette og krævede den isat for at komme i gang; computere med op til fire drev var ikke ualmindelige. Med billiggørelsen af harddiske blev disketter almindelige som lagermedium for data blandt almindelige computerbrugere, og 1990-erne var disketternes storhedstid. Det var sensationelt, da Apple i 1998 lancerede sin iMac (model iMac G3), især fordi den ikke havde diskettedrev, men derimod CD-ROM-drev og USB-porte i stedet for. Endvidere bevirkede konkurrerende lagermedier, især billiggørelsen af CD-ROM-mediet som lagermedium med en lagerkapacitet svarende til 480-500 disketter (à 1,4 MB), og tilgængeligheden af CD-brændere og CD-RW, at disketterne var upraktiske som medier til langtidslagring. Endvidere bevirkede andre lagermedier som USB-nøgler med flashhukommelse, bærbare diske af typerne SyQuest og Iomegas Zip, og endeligt udbredelsen af et billigt og hurtigt internet med mulighed for at downloade data i stedet for at købe disketter i butikkerne, at disketterne gik af brug, og efter 2010 er de fleste masseproducerede computere (af f.eks. Apple, IBM, Acer, Hewlett-Packard, Compaq) "født" uden diskettedrev.

## Billeder
- Standarddiskettedrev, der engang sad i de fleste stationære computere.
- Diskettedrev set fra front.
- Diskettedrev set åben fra bund.